# Saint-Laurent-sur-Mer

Saint-Laurent-sur-Mer este o comună în departamentul Calvados, Franța. În 1 ianuarie 2022 avea o populație de 262 de locuitori.